# Susana Montaner
Dora Susana Montaner Formoso (Tacuarembó) es una abogada, funcionaria, escribana y política uruguaya perteneciente al Partido Colorado.

## Biografía
Hija de Dora Formoso y del político pachequista Jaime Montaner; su hermana Martha fue diputada, senadora y secretaria general del Partido Colorado.
Electa Diputada por su departamento en el sector Vamos Uruguay para el periodo 2015-2020. También integra el Parlamento del Mercosur.
En 2019 adhiere al sector Batllistas y le brinda su apoyo a la precandidatura de Julio María Sanguinetti. De cara a las elecciones parlamentarias de octubre, Montaner es la tercera candidata titular al Senado por la lista del Batllismo.
En junio de 2020 asume como vicepresidenta de OSE.